# Malky (Band)

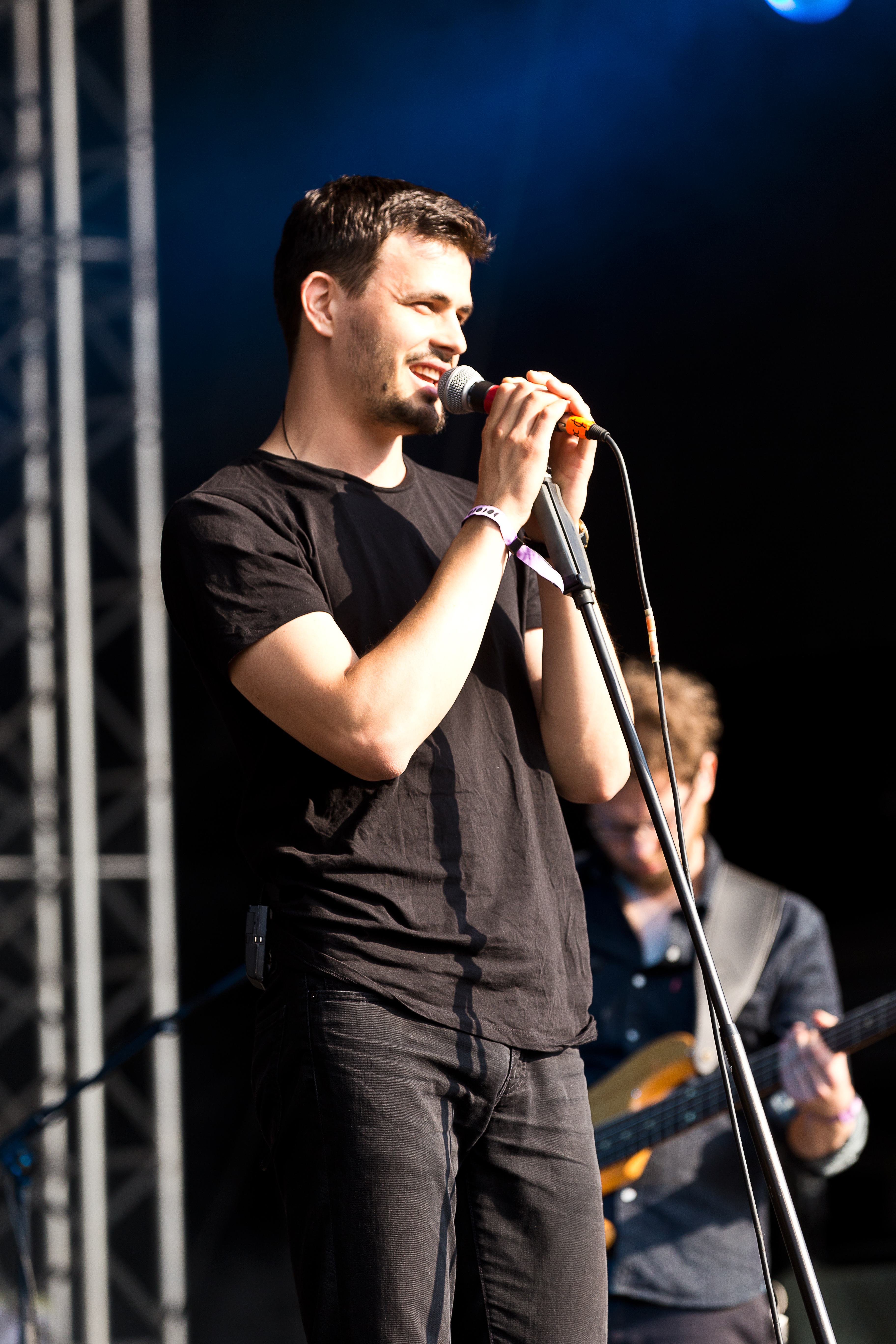
Sänger Daniel Stoyanov beim Melt! Festival 2015.

Malky ist eine ursprünglich in Leipzig beheimatete Band aus Berlin. Die Band besteht aus dem Sänger Daniel Stoyanov und dem Produzenten Michael Vajna. Der Name kommt, wie Stoyanov, aus dem Bulgarischen und bedeutet „Kleine“ (Mehrzahl, im Sinne von „Kinder“).

## Geschichte
Die beiden Musiker lernten sich in Mannheim kennen und arbeiteten bereits seit Jahren als Songwriter für andere Künstler und als Backgroundsänger. Zusammen zog es das Duo im Jahr 2011 nach Leipzig und sie veröffentlichten 2013 die erste EP Diamonds auf ihrem eigenen Label Eighty Days Records.
Aufgenommen in der eigenen Dachgeschosswohnung, erschien am 27. Juni 2014 ihr Debütalbum Soon, welches laut Vajna erdig und holzig klingt. Untermalt wird die Musik mit leichten Elektronikklängen und Piano. 
Der Tagesspiegel schrieb dazu: „… die Songs auf ihrem Debütalbum klingen überraschend kraftvoll und ausgefeilt, es gibt herzergreifende Melodien und herrlichen Weltumarmungspop. Nur naiv wirkt das überhaupt nicht.“
Im Spätsommer 2016 erschien bei Sony europaweit das neue Album Where Is Piemont?.

## Diskografie
- 2013: Diamonds (EP, Eighty Days Records)
- 2014: Soon (Album, Eighty Days Records / Rough Trade Distribution)
- 2016: Where Is Piemont? (Album, Columbia/Sony Music)